# 3212 Аґрікола
3212 Аґрікола (1938 DH2, 1982 BB2, 3212 Agricola) — астероїд головного поясу, відкритий 19 лютого 1938 року.
Тіссеранів параметр щодо Юпітера — 3,595.